# Gerhard Ornig
Gerhard Ornig (* 1990 in Wagna) ist ein österreichischer Jazzmusiker (Trompete, Komposition).

## Leben und Wirken
Ornig, der in der Südsteiermark aufwuchs, zog mit 15 Jahren nach Graz, um eine Fachausbildung am Johann-Joseph-Fux Konservatorium und am Musikgymnasium Graz zu erhalten. Dann studierte er im Jazzstudiengang der Kunstuniversität Graz. Seinen Master absolvierte er zwischen 2013 und 2016 am Conservatorium van Amsterdam sowie an der Manhattan School of Music. 2015 wurde er beim Wettbewerb Riga Jazz Stage als „bester Trompeter“ sowie für das „Best Improvised Jazz Solo“ ausgezeichnet.
Ornig gründete ein Trio mit Matt Adomeit (Bass) und Attila Gyárfás (Schlagzeug), mit dem er 2017 sein Debütalbum First Flow bei Freifeld Tonträger veröffentlichte. Im Folgejahr erschien mit dem von ihm mitbegründeten internationalen Quartett 4Seasons mit Karel Eriksson, Vasilis Koutsonanos und Luis André dessen CD Long Ride. Gemeinsam mit Toms Rudzinskis leitete er ein weiteres Quartett mit dem Schlagzeuger Andris Buiķis und dem Bassisten Pat Cleaver, das 2017 Locomotion auf Jersika Records veröffentlichte. Regelmäßig arbeitete er im Ed Partyka Jazzorchestra, bei Vincent Veneman 10, Jazzorchester Steiermark, Void Quintett, C.O.B.s, Concept Art Orchestra, Ranning Sushi, Sound Pollution Eclectic und mit Sina Shaari. Mit Emiliano Sampaio, Hrvoje Kralj und Karlheinz Miklin Jr. bildete er das Quartett Following Footsteps (gleichnamiges Album 2023). Er ist auch auf Alben von Emiliano Sampaio, Bernard van Rossums Flamenco Big Band, der Jazz Bigband Graz und Christian Muthspiels Orjazztra Vienna zu hören.
Seit 2023 ist Ornig als Universitätsprofessor für Jazztrompete an der Musik und Kunst Privatuniversität der Stadt Wien tätig.